# Leopold I d'Àustria
Leopold I d'Habsburg dit "el Magnànim" o "Digne de Glòria" -Der Glorwürdige- o "Espasa dels Habsburg" -Das Schwert Habsburg- (4 d'agost de 1290, Viena - 28 de febrer de 1326 a Estrasburg) fou Duc d'Àustria i d'Estíria fou cogovernant dels ducats junta amb el seu germà gran Frederic I el Bell (conegut sota el nom de Frederic III com antirei i després, el 1325 i 1326, com a rei dels Romans).

## Biografia
Després de la mort dels seu pare i el seu germà gran va esdevenir el cap de la família dels Habsburg. Fou l'administrador de les possessions alemanyes dels Habsburg a Alsàcia, al país de Baden, a Suïssa i a Baviera, conegudes pel seu nom alemany general de Vorlande o de Vorderösterreich), i va residir a Brugg i a Baden; va patir una derrota decisiva enfront dels suïssos a la batalla de Morgarten el 15 de novembre de 1315.
Va ajudar al seu germà Frederic en el seu intent de ser rei dels Romans enfront del cosí Lluís IV de Wittelsbach. Quan Frederic fou capturat per Lluís el 28 de setembre de 1322, junta amb 1.300 cavallers austríacs i de Salzburg, a Ampfing prop de Mühldorff, Leopold va continuar la lluita. Frederic estava presoner al castell de Trausnitz a l'Alt Palatinat, i aquesta resistència unida a la pèrdua per Lluís de l'aliança amb el rei de Bohèmia i l'excomunicació per part del papa Joan XII, van forçar a Lluís a alliberar a Frederic i signar amb ell el tractat de Trausnitz de 13 de març de 1325 pel qual Frederic reconeixia a Lluís com rei i emperador i s'obligava a obtenir del seu germà la fi de les hostilitats. Però no va poder convèncer a Leopold de deposar les armes i Frederic va retpornar a Múnic i es va constituir altre cop en presoner. Aquesta lleialtat i cavallerositat va impressionar Lluís que li va retornar l'amistat i el va associar al govern repartint-se Alemanya; el Papa i els electors van presentar objeccions i es va signar un nou tractat a Ulm el 7 de gener de 1326 segons el qual Frederic dirigiria Alemanya com a rei dels Romans i Lluís seria coronat emperador a Itàlia.
La mort de Leopold el 28 de febrer de 1326 va forçar a Frederic a deixar el govern d'Alemanya i dirigir les possessions dels Habsburg a Àustria i Estíria.

## Família
Era el tercer fill de l'emperador Albert I i d'Elisabet de Tirol, hereva de Gorízia-Tirol.
Leopold es va casar el 1315 amb Caterina de Savoia (vers 1298-1336), amb la que només va tenir filles: 
- Caterina d'Àustria que es va casar amb Enguerrand VI de Coucy (1315-1344) de la que va tenir un fill, Enguerrand VII; després es va casar amb el comte Conrad II von Hardegg, burgravu de Magdeburg:
- Agnès d'Habsburg (1315-1392), casada amb Bolko II, senyor de Fürstenberg i de Schweidnitz.